# 上神梅站
上神梅站（日语：／ Kami-Kambai eki */?）是位於群馬縣綠市大間間町上神梅，屬於渡良瀨溪谷鐵道的渡良瀨溪谷線車站。車站編號為WK06。

## 歷史
- 1912年（大正元年）12月31日 - 足尾鐵道車站啟用[2]。
- 1918年（大正7年）6月1日 - 足尾鐵道國有化，成為國有鐵道足尾線車站。
- 1987年（昭和62年）4月1日 - 伴隨國鐵分割民營化，車站由東日本旅客鐵道（JR東日本）營運[3]。
- 1989年（平成元年）3月29日 - 足尾線由渡良瀨溪谷鐵道接管，成為渡良瀨溪谷線車站。
- 2008年（平成20年）7月23日 - 登錄成為國家登錄有形文化財。

## 車站構造

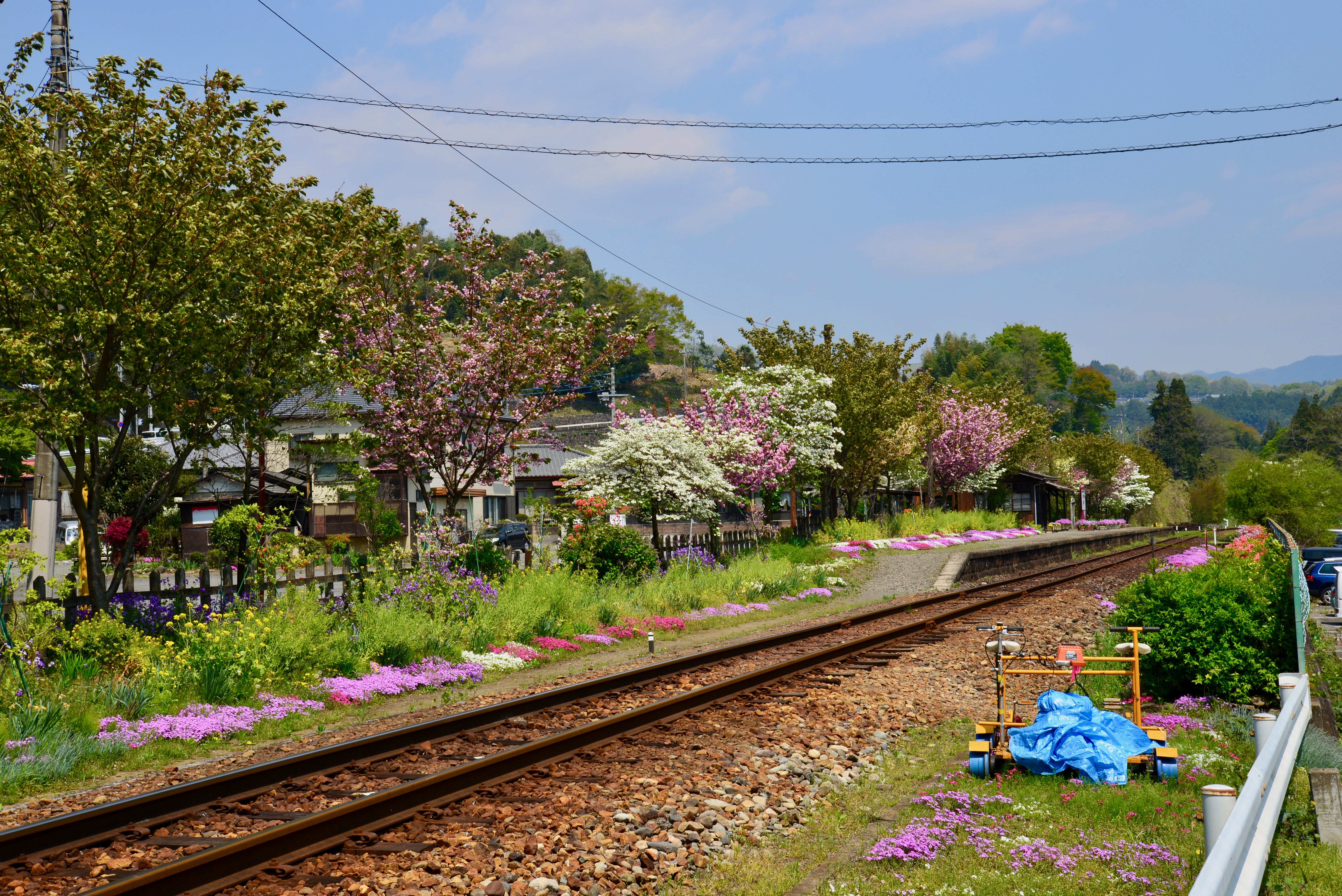
月台（2015年4月）

此站是地面車站，設有1面1線的單式月台。此站是無人車站。在國鐵時代，由於合理化使月台配置變為1面1線的月台。此站曾設有2面2線的相對式月台，當時的閉塞方法是使用電氣路籤。車站靠近間藤一方可看見轉轍器的遺蹟。
本站的站房建於1912年，在昭和初期進行了擴建，為一座古老木造建築物。在2008年7月登錄為國家登錄有形文化財。

## 使用狀況
此站最接近貴船神社（交通祈願）。早上和黃昏繁忙時間主要的乘客為通勤、上學人員。
神梅地區中的校區內只有大間間中學，因此中學生會乘坐此站與鄰站大間間站之間。
車站建築物內設有卡拉OK等休憩場所。
| 1日上下車人次變化 | 1日上下車人次變化 |
| 年度              | 1日平均人次       |
| ----------------- | ----------------- |
| 2011年            | 39                |
| 2012年            | 40                |
| 2013年            | 41                |
| 2014年            | 51                |
| 2015年            | 40                |

## 車站周邊
- 舊綠市立神梅小學（日语：みどり市立神梅小学校）
- 國道122號
- 貴船神社（日语：貴船神社 (みどり市)）

## 相鄰車站
渡良瀨溪谷鐵道
■渡良瀨溪谷線
大間間（WK05）－上神梅（WK06）－本宿（WK07）

## 注腳
1. 1 2  國土數値情報(不同車站上下車數據)  （页面存档备份，存于）（日語） - 國土交通省，2018年3月20日參閲
2. ↑  「私設鉄道運輸開始」『官報』1913年1月14日（國立國會圖書館數碼化收藏）
3. ↑  『交通年鑑 昭和63年版』 交通協力會，1988年3月。

## 外部連結
- 渡良瀨溪谷鐵道｜上神梅站 （页面存档备份，存于）（日語）